# محمد شنين
حميد شنين أو المدعو بحميد فنان وممثل جزائري من مواليد 1961 بمدينة وهران ابن الباهية وهران ويشتهر يكونه ممثلي حصة بلا حدود الفكاهية التي ذاع صيتها خارج الحدود، كما يرأس جمعية ثقافية “ملتقى الفنانين” .

## نبذة تاريخية
دخل المسرح في عمر 10 سنوات وبعد توقفه عن الدراسة في الثانوي إتجه للعمل وكانت الحياة والواقع المعاش مادة إستلهم منها القكاهة والطرافة والتحق بحصة بلا حدود الفكاهية  التي كانت تعرض في شهر رمضان الكريم والتي ضمت العديد من الفنانين مثل مصطفى هيمون ومحمد حزيم.

## أعمال
- حصة بلا حدود
- بوضو